# Escudilla Bonita, Novi Meksiko
Escudilla Bonita je popisom određeno mjesto u okrugu Catronu u američkoj saveznoj državi Novom Meksiku. Prema popisu stanovništva SAD 2010. ovdje je živjelo 119 stanovnika. 

## Zemljopis
Nalazi se na 34°6′44″N 109°1′23″W / 34.11222°N 109.02306°W 
Prema Uredu SAD-a za popis stanovništva, zauzima 31,58 km2 površine, od čega 31,49 suhozemne.

## Stanovništvo
Prema podatcima popisa 2010. ovdje je bilo 119 stanovnika, 55 kućanstava od čega 39 obiteljskih, a stanovništvo po rasi bili su 89,1% bijelci, 0,0% "crnci ili afroamerikanci", 0,8% "američki Indijanci i aljaskanski domorodci", 0,8% Azijci, 0,0% "domorodački Havajci i ostali tihooceanski otočani", 2,5% ostalih rasa, 6,7% dviju ili više rasa. Hispanoamerikanaca i Latinoamerikanaca svih rasa bilo je 7,6%.